# Капитан Скарлет и мистероны
«Капитан Ска́рлет и мистеро́ны» (часто упоминается просто как «Капитан Скарлет»; англ. Captain Scarlet and the Mysterons) — британский анимационный научно-фантастический телесериал 1967—1968 годов, созданный Джерри и Сильвией Андерсон и снятый их продюсерской компанией Century 21 Productions для дистрибьютора ITC Entertainment. Один из немногих анимационных сериалов, созданный на основе кукольной анимации, точнее, марионеток с электронными компонентами. Состоит из 32 эпизодов по 25 минут. Впервые транслировался в Великобритании на канале ITV в период с 1967 по 1968 год и с тех пор транслировался более чем в 40 других странах, включая Соединённые Штаты, Австралию, Новую Зеландию и Японию, в Японии сериал приобрёл особую популярность и стал основой для манги. Сериал имел значительный бюджет в полтора миллиона фунтов стерлингов, что в ценах 2020 года составляет около 35 миллионов долларов США — более миллиона долларов на одну серию.
Сюжет сериала, события которого разворачиваются в 2068 году, строится на войне между землянами и загадочной расой марсиан — мистеронами. На Земле борьбу с мистеронами ведет глобальная спецслужба «Спектр» (англ. Spectrum), один из членов которой — капитан Скарлет (настоящее имя Пол Ме́ткалф; англ. Paul Metcalfe) — в результате действий мистеронов и счастливой случайности приобрел сверхчеловеческую способность исцеляться от любых ранений.
Первоначальная задумка автора сериала, Джерри Андерсона, состояла в том, чтобы создать сериал, полицейскую драму, главный герой которой неожиданно погибал бы в середине сезона, после чего его место занял бы другой главный герой. Но затем Андерсон пришёл к выводу, что было бы ещё интереснее, если бы главный герой погибал много раз за сезон, но потом чудесным образом возрождался. Для реализации этой идеи на помощь Андерсону пришла научная фантастика.
«Капитан Скарлет» стал восьмым из десяти сериалов Джерри Андерсона, снятых при помощи марионеток. Андерсон использовал в своих марионетках электронику для обеспечения движения губ и радиоуправление для обеспечения движения глаз. По сравнению с другими сериалами Андерсона «Капитан Скарлет» был более мрачным по атмосфере и содержал больше насилия, а марионетки имели более реалистичный дизайн, максимально приближенный к внешнему виду людей.
В 2005 году Джерри Андерсоном на экраны был выпущен ремейк сериала под названием «Новый капитан Скарлет», но выполненный при помощи трехмерной компьютерной анимации вместо кукольной.

## Сюжет
К 2068 году обеспечением безопасности на Земле занимается глобальная спецслужба «Спектр» — военизированная организация, руководимая полковником Уайтом, служащие которой используют вместо имён цветовые коды и иные кодовые обозначения.
В 2068 году на Земле получен загадочной сигнал с Марса. Для выявления источника на Марс отправлена экспедиция во главе с капитаном «Спектра» Блэком (англ. Black — чёрный). Блэк обнаруживает на Марсе базу инопланетян — мистеронов. Когда мистероны направляют на марсоход Блэка специальное устройство, чтобы лучше изучить землян, Блэк пугается и производит выстрел из орудия, взрывая базу инопланетян. Данное действие не остаётся без последствий, мистероны начинают против землян войну. Сразу после возвращения капитан Блэк исчезает и становится агентом мистеронов на Земле. Сами мистероны, облик которых в сериале не раскрывается, не появляются на Земле, руководя всеми своими операциями с Марса.
Мистероны обладают невероятной способностью создавать копии людей, при этом память, речь, манеры человека сохраняются и у двойника-репликанта, но сознание двойника оказывается подчинено мистеронам. Вероятно, именно это произошло с капитаном Блэком, который погиб или был убит мистеронами, а затем заменен двойником, руководимым мистеронами. Такая же судьба ждала другого агента «Спектра» — капитана Скарлета (англ. Scarlet — алый), который в первой серии погиб в автомобильной катастрофе, после чего мистероны создали его копию и заставили её совершить покушение на Президента Земли. Покушение оказалось неудачным, усилиями ещё одного агента «Спектра», капитана Блу (англ. Blue — синий), Президента удалось спасти, а Скарлет, точнее, его копия, оказалась сброшена с огромной высоты в 300 метров. В результате падения двойник капитана Скарлета необъяснимым образом вышел из-под контроля мистеронов и фактически стал прежним капитаном Скарлетом, верным планете Земля и «Спектру». Более того, выяснилось, что у двойника капитана Скарлета имеется способность восстанавливаться после любых, даже смертельных, ранений. Новый, теперь неистребимый капитан Скарлет оказывается опасным оружием «Спектра» в войне против мистеронов.
На протяжении всего сериала мистероны применяют одну и ту же тактику: они убивают или пользуются случайной смертью какого-либо ответственного лица, создают его двойника и заставляют его совершить покушение, саботаж или диверсию. Для демонстрации своей силы перед каждой операцией на Земле мистероны сообщают о том, что именно они собираются совершить. В некоторых случаях им это удается, в других случаях «Спектру» удается разрушить планы мистеронов. Часто Капитан Скарлет вынужден героически жертвовать собой, чтобы спасти ситуацию, но благодаря своей сверхспособности к самоисцелению, называемой «ретрометаболизмом», он не умирает.
Сюжет сериала не имеет развязки, в конце последней серии война с мистеронами продолжается.

## «Спектр»
Организацией «Спектр» руководит седой полковник Уайт (англ. White — белый). Джерри Андерсон, создатель сериала, выбрал для командира белый цвет, потому что именно белый цвет, по законам оптики, можно разложить на все другие цвета и получить таким образом полный спектр цветов.
Примечательна главная база организации «Спектр», которая перемещается в воздухе высоко над землей и фактически представляет собой летающий аэродром, на котором расположены взлетно-посадочные полосы и самолёты быстрого реагирования, управляемые девушками-пилотами, называемыми «ангелами». На базе также имеются другие помещения, включающие командный пункт, жилой отсек, медицинский отсек, комнату отдыха, комнату для совещаний. Использовавшаяся для съемок модель базы имела ширину 180 см. Из-за большого веса её не удалось подвесить на проволоке, как было задумано изначально, и пришлось использовать тросы.
«Спектр» обладает множеством специальных бронированных автомобилей, расположенных в секретных гаражах в разных уголках мира. Сотруднику «Спектра» достаточно лишь знать расположение гаража, предъявить служебное удостоверение, и он немедленно получит в свое распоряжение полностью подготовленную бронемашину.
Сильвия Андерсон, жена Джерри Андерсона, создававшая форму для сотрудников «Спектра», сказала позднее, что черпала вдохновение в коллекции Пьера Кардена «Космонавт», которую модельер представил в 1966 году.

## Марионетки
«Капитан Скарлет» стал восьмым из десяти сериалов Джерри Андерсона, снятых при помощи марионеток. Андерсон использовал в своих марионетках электронику для обеспечения движения губ и радиоуправление для обеспечения движения глаз, и назвал свою новую технику Supermarionation. По сравнению с предыдущими сериалами Андерсона марионетки в «Капитане Скарлете» имели более реалистичный дизайн, максимально приближенный к внешнему виду людей. Марионетки были от 51 до 61 см в высоту. Несмотря на реалистичный внешний вид, Андерсон оказался не вполне доволен новыми марионетками, потому что ими оказалось чрезвычайно трудно управлять так, чтобы добиться соответствующей реалистичности в движениях. В частности, несмотря на все попытки, кукловодам так и не удалось добиться для кукол реалистичной походки, из-за чего было решено вообще отказаться от показа движущихся ног в кадре: все перемещения кукол показываются либо выше пояса, либо куклы двигаются в кадре при помощи технических средств (крутящегося кресла, травелатора, автомобиля и т. п.) Также некоторые критики указывали, что более реалистичные марионетки потеряли выразительность лиц и особый шарм, присущий старым моделям.
Всего для съёмок было изготовлено более 50 кукол. Для главных персонажей было изготовлено по нескольку кукол с разным выражением лица. Многие куклы для второстепенных персонажей использовались многократно за счет сменных причесок. Были созданы как куклы, управлявшиеся сверху, так и куклы, управлявшиеся снизу, что помогало избавиться от проволоки в кадре и позволяло куклам, скажем, проходить в дверь без смены кадра. Для съемок использовалось несколько разноцветных наборов проволоки, прикрепляемой к куклам сверху, что помогало лучше маскировать проволоку под цвет декораций.